# Шишкин, Сергей Борисович
Серге́й Бори́сович Ши́шкин (род. 10 февраля 1973, Якутск, СССР) — советский и российский футболист, защитник, тренер. Мастер спорта России.

## Карьера

### Клубная
Воспитанник футбольных школ города Якутск. Первый тренер — Анатолий Николаевич Фёдоров. В 1991—1992 годах играл за местное «Динамо», после чего отправился в ЦСКА-д. В Высшей лиге выступал за «Крылья Советов», «Уралан» и «Факел». 2002 год провёл в клубе «Газовик-Газпром». В 2003 году подписал контракт с тольяттинской «Ладой». Далее защищал цвета «Лукойла» и тверской «Волги». С 2005 года по 2008 год был игроком «Юнита», в котором завершил карьеру.
В Высшей лиге чемпионата России сыграл 176 матчей, забил 2 мяча.

### Тренерская
В 2011—2014 годах и в сезоне 2015/16 — главный тренер «Якутии». В июле 2016 года назначен главным тренером барнаульского «Динамо».

## Достижения

### В качестве игрока
- Серебряный призёр зоны «Урал-Поволжье» Второго дивизиона: 2004

### В качестве главного тренера
- Серебряный призёр зоны «Восток» Второго дивизиона: 2016/17
- Бронзовый призёр зоны «Восток» Второго дивизиона: 2017/18